# Spesso il male di vivere ho incontrato
Spesso il male di vivere ho incontrato è una poesia di Eugenio Montale pubblicata nell'omonima sezione della raccolta Ossi di seppia nel 1925.

## Parafrasi del testo
Mi sono spesso imbattuto nel dolore dell’esistenza, che accomuna tanto un ruscello che a stento fluisce per la ristrettezza delle sue sponde, quanto una foglia secca e bruciata dalla calura o un cavallo crollato a terra morto. Ho conosciuto il bene dell'esistere soltanto nell'indifferenza, misteriosa caratteristica delle divinità, lontane e distaccate: una statua che si staglia nel torpore di un silenzioso pomeriggio, una nuvola, un falco che vola alto nel cielo.

## Struttura metrica e figure retoriche
La lirica è composta da due quartine di endecasillabi, tranne l'ultimo verso martelliano (cioè un doppio settenario). 
Sistema delle rime: ABBA e CDDA. Sono presenti enjambement, correlativi oggettivi, climax ascendente, anafora.

## Analisi
«Come molti poeti suoi contemporanei Montale si confronta con Pascoli e D'Annunzio: ricorre a termini alti e preziosi, ma guarda anche alla concretezza delle cose e utilizza un linguaggio puntuale, ricorrendo a termini tecnici per descrivere elementi naturali o del paesaggio. Evita poi il vitalismo e i toni eroici, e diffida del valore superiore della parola poetica. Diversamente da Ungaretti, per Montale la parola non può aspirare a raggiungere l'assoluto, ma deve scontrarsi con la realtà, rimanendovi impigliata. Il reale, tuttavia, è l'unico banco di prova consentito per la parola poetica. Dai crepuscolari ricava invece un linguaggio dai modi ironici e colloquiali. Il risultato è un originale equilibrio tra la descrizione dei paesaggi e degli oggetti e la riflessione esistenziale, che ruota attorno al "male di vivere"» un'espressione che viene correntemente usata per indicare la depressione che si riferisce in psichiatria e psicologia clinica, a uno stato patologico di abbattimento psico-fisico che Montale identifica in una forma di depressione esistenziale che si manifesta in «tutte le nature poetiche [che] sono in qualche misura caratterizzate da forme di disadattamento psicologico e morale e dunque tale condizione è il tema centrale della vera poesia.»
In questo componimento affiorano molte tematiche tipiche dell'autore genovese. Il poeta ha una concezione negativa della vita e della poesia che può solo riportare i fatti che avvengono, e non può offrire nessuna soluzione esistenziale definitiva. Il linguaggio talora è scarno ed essenziale.
La poesia è strutturata in due parti: nella prima quartina il poeta esprime la realtà sperimentata nella sua vita, "il male di vivere"; nella seconda metà il limitato "bene" (lo spiraglio di luce nel lugubre tunnel della sua vita) che ha avuto modo di conoscere, cioè una via di scampo trovata nell'Indifferenza. 
«Il primo verso introduce un movimento che va dal soggetto alla realtà, dall’astratto al concreto. Il poeta, che interviene in prima persona, esprime il motivo di una tipica condizione esistenziale, il "male di vivere", ma usa un verbo (ho incontrato) che materializza il concetto, presentandolo quasi come una presenza reale e fisicamente tangibile. Il "male di vivere" non viene evocato attraverso forme o complementi di paragone, in un senso metaforico e analogico, ma si identifica direttamente con le cose che lo rappresentano, emblemi nei quali si incarnano e si rivelano il dolore e la sofferenza: il rivo strozzato che gorgoglia, la foglia riarsa rincartocciata, il cavallo stramazzato». Il poeta dice di aver incontrato nella propria esistenza soltanto dolore che si abbatte indifferentemente su animali e cose.
Se "il vivere stesso è male", non esistono soluzioni storiche per combatterlo.La statua, la nuvola e il falco svelano un "miracolo" legato alla divina Indifferenza perché slegano l'uomo dai vincoli del tempo, in un "attimo estatico" che ci allontana per un momento dalla realtà delle cose. Quindi Montale in questa poesia vuole raccontare una pace interiore disturbata, cioè il contrario della pace.